# Claremore
Claremore város az Amerikai Egyesült Államok Oklahoma államában, Rogers megyében, melynek megyeszékhelye. Lakosainak száma 19 580 fő (2020. április 1.).

## Népesség
A település népességének változása:

| 2010 | 18 581 |
| 2020 | 19 580 |